# コレニザーツィヤ

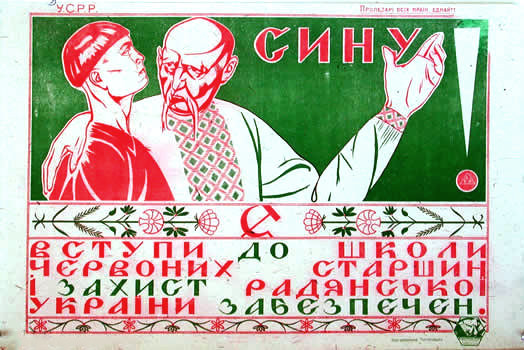
1921年、ウクライナ化をテーマにしたソビエトによる軍事教育の募集ポスター「息子よ！赤軍指揮官学校に入隊せよ。そうすればウクライナ・ソビエトの防衛は確かなものとなる。」このポスターは、ウクライナ語のテキストと伝統的なウクライナの意匠を用いることで、より幅広い支持を得ようとしていた。ハルキウ（ハリコフ）に設置された赤軍指揮官学校は、ウクライナ系幹部の軍での昇進を促進する目的で組織されたものである。

コレニザーツィヤ (ロシア語: коренизация, [kərʲɪnʲɪˈzatsɨjə],（→現地化）) とは、ソビエト社会主義共和国連邦初期における、非ロシア系民族をそれぞれの構成共和国の政府に統合するための政策である。1920年代にはこの政策により、各共和国において「主たる民族」およびその国内少数民族の代表者が、地方政府や官僚機構、ノーメンクラトゥーラ（党・行政の幹部層）の下級行政レベルに登用された。コレニザーツィヤの主な目的は、各民族ごとに共産主義の幹部人材を育成することであった。ロシア語の「コレニザーツィヤ（ロシア語: коренизация）」は、「先住民」を意味する「コレノーエ・ナセレーニエ（ロシア語: коренное население）」に由来する。この政策は、1930年代半ばには様々な民族の強制移住によって事実上終了した。
政治的および文化的な観点から見ると、コレニザーツィヤはロシア人が多数派でないソ連構成共和国におけるロシアの支配と文化の影響を排除することを目的としていた。この政策は、ロシア語話者が多い地域においても実施され、たとえばウクライナでは、すべての子どもがウクライナ語で教育を受けていた。コレニザーツィヤ政策によって、政府や教育、出版、文化、公共生活の場において現地語の使用がソビエト共産党によって制度的に推進された。これにより、各構成共和国の地元共産党員の幹部人材があらゆるレベルの政府機関に登用されるようになり、同時に、それらの政府機関で働くロシア人も、その共和国の現地言語と文化を学ぶことが求められた。

## 起源
民族政策が、ロシアで政権を掌握する4年前の1913年にボリシェヴィキによって策定された。この政策の構想を練るため、ウラジーミル・レーニンは若きヨシフ・スターリン（彼自身も少数民族であるグルジア人であった）を、オーストリア＝ハンガリー帝国の首都ゆえに多民族都市だったウィーンに派遣した。スターリンはそこで得た考えをモスクワに報告し、それをもとにまとめたのが彼の初の学術的出版物でもあるパンフレット『マルクス主義と民族問題』（1913年）である。これは後のソビエト連邦における民族政策の基礎的文書となった。
1923年に採択されたコレニザーツィヤでは、その共和国の言語による教育および行政の実施が含まれており、非ロシア人を共和国政府や共産党内の権力ある地位に登用することが奨励された。また一時期、少数民族共和国の中でさらに少数民族が集中する地域を対象に「ナツソヴェート（нацсоветы、民族村ソビエト）」や「ナツライオン（нацрайоны、民族地区）」といった特別な行政単位も設置された。例えば1920年代後半のウクライナでは、ロシア人やエストニア人のための民族村ソビエトまでもが存在していた。
1920年代には、ロシア人に対する敵意が他の民族の間に依然として存在していたが、同時にロシア人の側にも他民族に対する反感があった。また、ロシア人と他民族の対立だけでなく、他の民族同士の間にも対立や競争が見られた。

## 大ロシアショーヴィニズムへの対抗
1923年の第12回党大会において、スターリンは党の「民族政策」の成功に対する二つの脅威を指摘した。一つは「大国主義的ショーヴィニズム（ロシア語: великодержавный шовинизм）、もう一つは「地方民族主義」である。しかしながら、レーニンはより深刻な危険として前者、すなわち「大国主義的ショーヴィニズム」を挙げた：
新経済政策によってますます強まっている大ロシア・ショーヴィニズムの精神は、ロシア人のソビエト官僚が民族共和国のニーズや要望に対して示す、傲慢で冷淡な官僚的態度として表れている。多民族から成るソビエト国家が真に持続可能なものとなり、その内部の諸民族の協力が真に兄弟的なものとなるためには、こうした残滓を国家機構の実践から力強く、かつ不可逆的に根絶しなければならない。したがって、わが党の当面の第一の課題は、大ロシア・ショーヴィニズムの残滓と力強く闘うことである。
最大の危険である大ロシア・ショーヴィニズムは、社会主義建設というより大きな目標のために、ロシア人自身によって抑制されるべきである。少数民族の居住地域においては、国家に（少数）民族としての性格を持たせる新たな制度が各地で組織されるべきであり、その基盤は行政や教育における民族言語の使用、そして少数民族出身者から指導層を登用・昇進させることに置かれるべきである。中央レベルにおいては、各民族が民族院（ソビエト連邦最高会議の一院）において代表されるべきである。

## 社会主義的諸国民の創成
コレニザーツィヤの主な目的は、各民族ごとに共産主義の幹部を育成することだった。1930年代半ばまでには、党および国家機関における現地出身者の割合は大幅に増加した。
コレニザーツィヤの初期段階は、民族的行政単位や民族文化の発展と密接に結びついていた。後者で特に顕著だったのは、言語の構築と教育の分野である。ロシア国内のいくつかの少数民族には文語が存在しなかったため、「北方委員会」がアルファベットの創設を支援し、民族語による教育が可能になるよう取り組んだ。これにより、少数民族は自らの母語で識字を学び、「後進性」から「近代世界」へと導かれるとされた。また、広大なウクライナ共和国では、「ウクライナ化」政策によって、学校教育の使用言語がウクライナ語へと大きく転換された。 
1930年、スターリンは第16回党大会において、社会主義建設は民族文化の開花の時代であると位置づけた。最終的な目標は、共通の言語を持つ国際的な文化へと融合することであるとされた。その一方で、1928年から1931年の第一次五カ年計画の期間は、急進主義、ユートピア主義、そして「文化革命」の名のもとでの暴力が渦巻く時代でもあった。ロシアの文化遺産は攻撃の対象となり、教会は閉鎖・破壊され、旧来の専門家たちは職を追われ、科学や芸術はプロレタリア的に再編された。
民族主義的な志向を抑え込もうとするボリシェヴィキの戦術は、1930年代初頭までに政治的な成果をもたらした。帝政時代の旧体制は破壊され、民族的原則に基づく階層的な連邦国家体制が築かれた。この体制の下では、各民族ごとの国家が存在し、民族文化が開花し、民族語が学校や地方行政で使用されていた。この移行は単なるカモフラージュされた中央集権的ロシア帝国ではなく、実質的な変化であった。
1934年の第17回党大会では、社会主義社会の物質的基盤の構築が成功したと宣言された。ソビエト連邦が正式に社会主義社会となったのは、1936年に新憲法が採択されたときである。この新憲法では、多くの社会主義民族が自主的に調和の取れた連合体へと転化したとされている。憲法によれば、当時のソ連には11の社会主義共和国、22の自治共和国、9つの自治州、9つの民族管区が存在した。同時に、行政は大きく中央集権化され、すべての共和国は一つの社会主義国家に奉仕する体制に組み込まれた。

## コレニザーツィヤの終焉

### 民族幹部の粛清
1933年から1938年にかけて、コレニザーツィヤは正式に廃止されたわけではなかったが、その実施は事実上停止された。同時に、各民族共和国や民族地域の指導部に対する粛清が始まった。非ロシア系指導者に対する罪状は、民族間の対立を煽り、共和国においてロシア人や他の少数派を抑圧したというものだった。1937年には、ソビエト政府は地方のエリートたちが外国のスパイとして雇われ、彼らの目的はソ連の分裂と資本主義の復活であると発表した。今こそロシア人が公正な扱いを受けるべき時だとされ、共和国や自治地域の民族指導部は一斉に粛清された。

### ロシア化への反転
1930年代半ばになると、一部の民族地域での粛清とともに、コレニザーツィヤは新たな局面を迎え、1930年代末までには、地方言語の奨励政策が次第にロシア化によって均衡を取られるようになった。ただし、当初は露骨なロシアへの同化や少数民族の吸収の試みとは異なるものだった。この時期、非ロシア系民族はコレニザーツィヤによってかえって欲求を刺激され、満たされるどころか民族間の対立を助長し、ソ連の領土的統一性を脅かす可能性があるとの懸念が高まった。加えて、制度的かつ人為的な「逆差別」に不満を抱いたロシア人たちは、非ロシア系民族を「恩知らずで計算高い」と見なすようになった。さらに、ソ連西部に住む少数民族──ベラルーシ人、ウクライナ人、ポーランド人、フィンランド人など──は、かつてはソ連と国境を接する同族国家に対する宣伝効果（結果として将来の国家統一を促進し、ソ連の領土拡大をもたらす）を見込んで手厚く扱われていたが、1930年代後半になると、むしろ自国の民族が住むソビエトの領土を獲得しようとする拡張主義国家からの影響を受けやすい「第五列」として警戒されるようになった。また民衆の間では、階級的アイデンティティよりも民族的アイデンティティの方が依然として強く、これはロシアも他の共和国や地域と同様だった。1937年から1953年にかけて、ソ連の民族政策には徐々に「人種的な観点」が忍び込むようになり、とくに国境地帯に住む特定の民族は、生まれながらに変えられない性質を持つとみなされるようになった。
さらにスターリンは、1939年の国勢調査において、1926年の調査と比べて公式に認定される民族の数を大幅に削減する方針であった。一方で、「民族学校（национальные школы）」と呼ばれる教育機関の整備は続けられ、少数民族の言語による授業が行われることで、多くの民族において識字率が向上し、母語による初等教育が普及していった。ただし、ロシア語は必修科目として教えられていた。1930年代半ばになると、「コレニザーツィヤ」という用語はあまり使われなくなり、その代わりに「民族幹部の選抜と配置（подбор и расстановка национальных кадров）」のような、より官僚的な表現が用いられるようになった。
1937年以降、ソ連の中央報道機関はロシア語とロシア文化を称賛するようになった。「人民の敵」を糾弾する大規模なキャンペーンが組織され、「ブルジョア民族主義者」はロシア人民の新たな敵として位置づけられた。彼らはロシア語を抑圧してきたと非難されたのである。このような状況下で、コレニザーツィヤは放棄された。その後の数年間で、ロシア語はすべてのソ連の学校において必修科目となった。
革命前のロシア民族主義もまた復権した。ロシア史上の多くの英雄たちは再評価され、賛美の対象として再利用された。ロシア人民は「社会主義諸民族の大家庭」の中での「兄貴分」と位置づけられた。この過程の中で新たな愛国主義、すなわち「ソビエト愛国主義」が台頭した。そこでは、共産主義とファシズムとの間のイデオロギー対立よりも、国家の存続が優先されるようになった。
1938年、ロシア語はすべての非ロシア語学校で必修科目となった。一般的に、文化的および言語的なロシア化は、スターリンによって課された全体的な中央集権化を反映していた。中央アジアのいくつかの言語を含むソビエト連邦の諸言語にはキリル文字が採用され、これにより1920年代後半にアラビア文字からラテン文字に置き換えられた言語もあった。
モルドバは、モロトフ＝リッベントロップ協定の結果としてソビエト連邦の一部となった。その後、国の言語は「モルダヴィア語」に改名され、ラテン文字で書かれていたものがキリル文字に変更された。この政策は、1989年の愛国的な感情を伴った大規模なデモの後に漸く覆されることとなった。モルドバが独立して以来、ルーマニア語がモルドバ憲法で公用語として定められており、現在もモルドバの唯一の公用語である。ロシア語は依然として使用されているが、ソビエト時代のような重要性はなく、国での特別な地位はなく、母語としての使用は徐々に減少している。
ソビエト時代、多くのロシア人とウクライナ人が他のソビエト連邦構成共和国に移住し、その多くがそこに定住した。1989年の最後の国勢調査によると、ソビエト構成共和国におけるロシア人の「ディアスポラ」は2500万人に達していたとされている。
ソビエト連邦を植民地帝国（「ソビエト帝国」）として評価し、ソビエト連邦に対して「民族の牢獄」という考え方を適用した歴史家も存在する。たとえば、トーマス・ウィンダールは「ソビエト連邦は、ある意味で旧来の帝国よりもさらに民族の牢獄となった」と記述している。